# Gmina Wilków (Powiat Namysłowski)
Die Gmina Wilków ist eine Landgemeinde im Powiat Namysłowski der Woiwodschaft Opole im in Polen. Gemeindesitz ist das Dorf Wilków (Wilkau).

## Geografie
Das Gemeindegebiet erstreckt sich nördlich der Kreisstadt Namysłów (Namslau) und grenzt im Westen und Norden an die Woiwodschaft Niederschlesien.

## Politik

### Gemeindevorsteher
An der Spitze der Gemeindeverwaltung steht der Gemeindevorsteher. Dies war seit 2006 Zygmunt Szulakowski, der 2018 nicht erneut antrat. Nachfolger wurde Bogdan Zdyb, der aber 2024 Irena Marszałek unterlag. Die turnusmäßige Wahl im April 2024 führte zu folgendem Ergebnis:
- Irena Marszałek (Wahlkomitee „Unabhängig – Irena Marszałek“) 43,6 % der Stimmen
- Grzegorz Hubicki (Wahlkomitee „Bürgerfreundliche lokale Verwaltung im Powiat Namysłowski“) 35,6 % der Stimmen
- Bogdan Zdyb (Trzecia Droga) 20,8 % der Stimmen

Nachdem Amtsinhaber Zdyb damit bereits im ersten Wahlgang ausgeschieden war, setzte sich Irena Marszałek, die 2018 Zdyb noch unterlegen war, in der Stichwahl mit 51,7 % gegen Hubicki durch.
Die turnusmäßige Wahl im Oktober 2018 führte zu folgendem Ergebnis:
- Bogdan Zdyb (Wahlkomitee „Bürgergemeinschaft 2006“) 50,7 % der Stimmen
- Irena Marszałek (Wahlkomitee „Unabhängig – Irena Marszałek“) 49,3 % der Stimmen

Damit wurde Zdyb bereits im ersten Wahlgang zum neuen Gemeindevorsteher gewählt.

### Gemeinderat
Der Gemeinderat besteht aus 15 Mitgliedern und wird von der Bevölkerung in Einpersonenwahlkreisen gewählt. Die Gemeinderatswahl 2024 führte zu folgendem Ergebnis:
- Wahlkomitee „Unabhängig – Irena Marszałek“ 28,6 % der Stimmen, 4 Sitze
- Wahlkomitee „Bürgerfreundliche lokale Verwaltung im Powiat Namysłowski“ 26,1 % der Stimmen, 5 Sitze
- Wahlkomitee „Bürgergemeinschaft 2006“ 23,9 % der Stimmen, 5 Sitze
- Trzecia Droga (TD) 15,5 % der Stimmen, kein Sitz
- Wahlkomitee Artur Noga 2,5 % der Stimmen, 1 Sitz
- Übrige 3,5 % der Stimmen, kein Sitz

Die Gemeinderatswahl 2018 führte zu folgendem Ergebnis:
- Wahlkomitee „Bürgergemeinschaft 2006“ 43,3 % der Stimmen, 10 Sitze
- Wahlkomitee „Unabhängig – Irena Marszałek“ 22,7 % der Stimmen, 4 Sitze
- Prawo i Sprawiedliwość (PiS) 12,4 % der Stimmen, 1 Sitz
- Sojusz Lewicy Demokratycznej (SLD) / Lewica Razem (Razem) 5,8 % der Stimmen, kein Sitz
- Polskie Stronnictwo Ludowe (PSL) 4,0 % der Stimmen, kein Sitz

## Gemeindegliederung
Die Landgemeinde Wilków umfasst zwölf Ortschaften mit einem Schulzenamt (sołectwo)
| - Bukowie (Buchwald) - Dębnik (Damnig) - Idzikowice (Eisdorf) - Jakubowice (Jakobsdorf) - Krzyków (Krickau) - Lubska (Lubsky), 1935–1945 (Lauben) - Młokicie (Weidenbach) - Pągów (Pangau) - Pielgrzymowice (Neudorf) - Pszeniczna (Nauke) - Wilków (Wilkau) - Wojciechów (Woitsdorf) |

Den Schulzenämtern sind außerdem folgende Orte und Weiler zugeordnet:
- Chrząstów (Friedrichsberg)
- Pągówek (Vorwerk Pangau) und
- Wilkówek (Hohenwilkau).

## Persönlichkeiten
- Hermann von Randow (1847–1911), preußischer Generalleutnant, geboren auf Schloss Nauke